# Il crociato in Egitto
Il crociato in Egitto és una òpera en dos actes composta per Giacomo Meyerbeer, sobre un llibret de Gaetano Rossi. S'estrenà al Teatre La Fenice de Venècia el 7 de març de 1824. La part d'Armando va ser cantada pel famós castrat Giovanni Battista Velluti.⁣
És l'última òpera italiana d'un compositor que era alemany i que poc després seria aclamat a França com el creador d'un nou gènere, la grand opéra. És una obra que presenta un desplegament inusual de forces orquestrals i corals. És la primera òpera de Meyerbeer que se centra en un conflicte interreligiós, un tema sempre present en les seves grands-opéras. A més de ser el primer èxit internacional de l'autor, marca la frontera entre una vella i una nova era de l'òpera seriosa i l'òpera romàntica, entre Itàlia i França, entre Rossini i la generació de compositors d'òpera italians que el van succeir.

## Origen i context

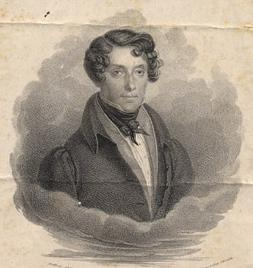
Giovanni Battista Velluti, castrat que va crear Armando

Meyerbeer va compondre aquesta òpera entre el setembre de 1822 i la tardor de 1823, durant el seu període de formació a Itàlia, amb influències rossinianes.
Gaetano Rossi, un famós llibretista que també va col·laborar amb Mayr, Mercadante, Donizetti, Paër, Nicolai i Rossini, va signar el llibret i va ser, segons sembla, qui va facilitar el contacte del compositor alemany amb Rossini. Sobre llibrets de Rossi, Meyerbeer havia presentat a Itàlia Romilda e Constanza (Teatre Nuovo -actual Teatre Verdi- de Pàdua, 1817) i Emma di Resburgo (Teatro San Benedetto, Venècia, 1819). En l'èxit d'Il crociato hi té una contribució fonamental la figura de Gaetano Rossi, que era, més que un versificador, un excel·lent dramaturg.
Rossi va optar per realitzar una superposició al·legòrica de dues croades amb el mateix nom de la sisena croada, amb la finalitat de codificar un missatge dins del marc de la història ingènua del Crociato in Egitto. La croada a Egipte havia de ser considerada tan important com la mateixa història, ja al segle xviii s'havien format lògies maçòniques que es referien a l'antiga saviesa egípcia. No sorprèn que, el 1824, en una Europa sacsejada pels moviments com els carbonaris i altres lògies maçòniques, escriptors i músics anhelessin crear obres que reflectissin la seva afiliació iniciàtica i revolucionària.

## Representacions

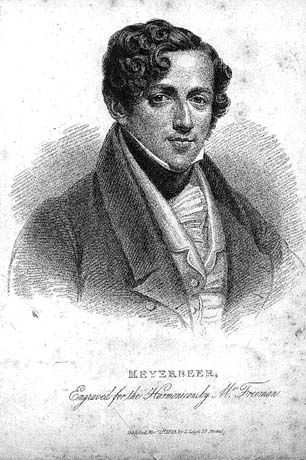
Giacomo Meyerbeer, c. 1825

Després de la seva exitosa estrena veneciana, Il Crociato es va representar al Teatro della Pergola de Florència (7 de maig de 1824), Trieste (hivern de 1824–1825), Pàdua (estiu de 1825) i al Teatre His Majesty de Londres (3 de juny de 1825, la primera de les òperes de Meyerbeer que es representarà a Anglaterra, també amb Velluti al repartiment). Això va animar Rossini, que llavors dirigia el Théâtre-Italien, a organitzar la seva representació a París (25 de setembre de 1825), on el paper d'Armando va ser assumit per la soprano Giuditta Pasta i Aladino per Nicolas Levasseur. Per a cadascuna d'aquestes produccions, Meyerbeer va revisar l'obra i va compondre música nova per a parts d'ella. Durant els següents vint o trenta anys, l'òpera es va representar a gairebé tots els grans teatres d'òpera d'Europa, i fins i tot a Ciutat de Mèxic, L'Havana i Constantinoble.

L'òpera va ser la base del futur gran èxit del compositor. Tal com va remarcar el crític de la revista londinenca, The Harmonicon, en una ressenya de la producció de 1825 a Trieste:
De tots els compositors vius, Meyerbeer és el que combina més feliçment les melodies fàcils, fluides i expressives d'Itàlia amb les belleses més severes, els èxits més grans de l'escola alemanya.
Aquesta fórmula de combinar els punts forts de les dues escoles operístiques, així com de l'espectacle escènic dramàtic i l'ús flexible i imaginatiu de l'orquestra, mentre es mostrava plenament a Il crociato in Egitto, havia de produir el màxim efecte amb la sèrie de Grand Opéras de Meyerbeer, començant amb Robert el diable el 1831.
Tot i que no s'ha muntat completament al segle xx, hi ha hagut concerts tant a Londres com a Nova York que es van gravar en LP. L'any 2007 es va celebrar un renaixement escènic a Venècia amb una soprano masculina natural Michael Maniaci.

## Innovacions importants

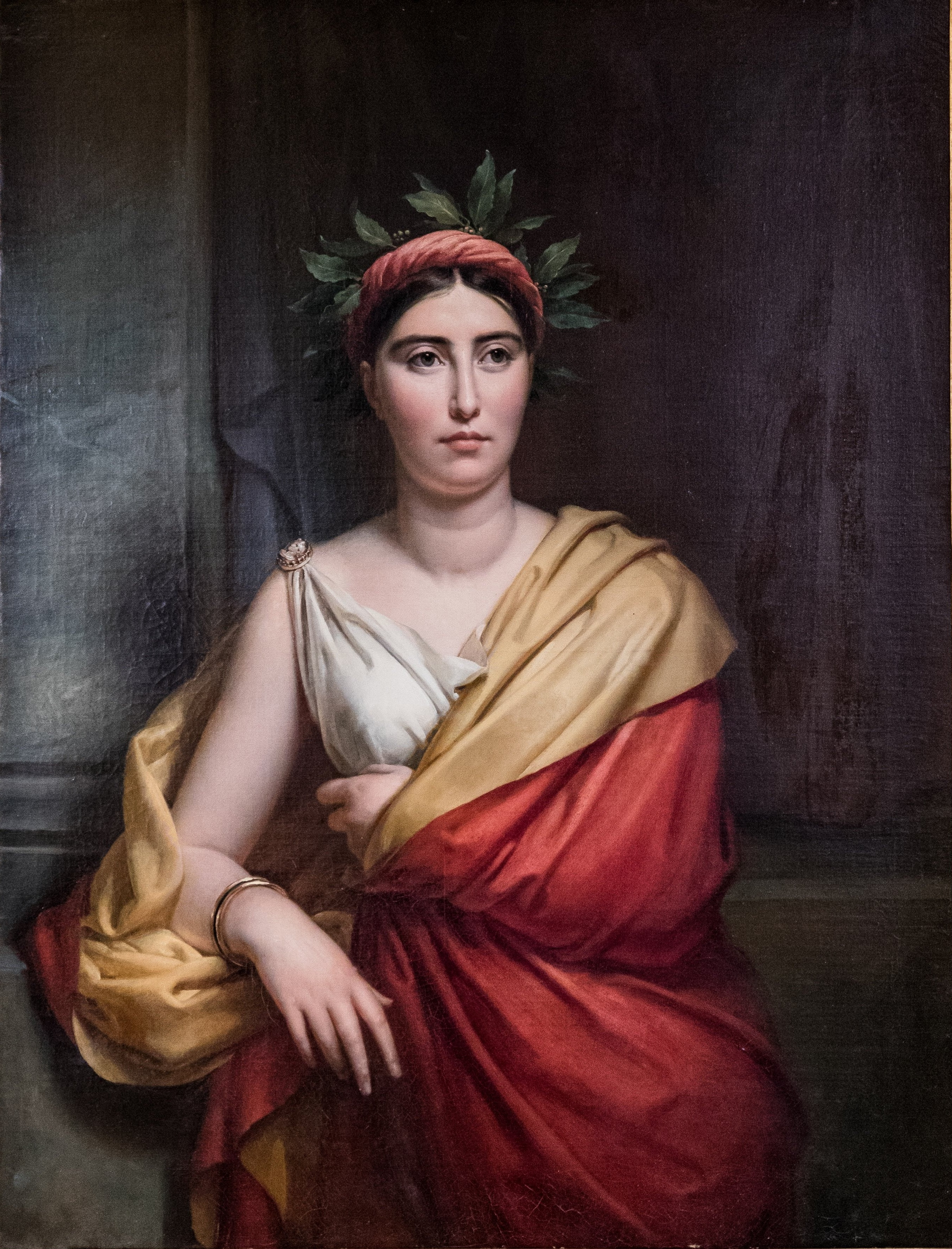
La mezzosoprano Giuditta Pasta va fer el paper d'Armando a París

Després de la marxa de Rossini a París, els compositors llavors actius a Itàlia van començar a fer passos importants lluny de l'estil de Rossini en una sèrie d'òperes que van bastir un pont entre Rossini i l'estil tardà del belcanto, que es va caracteritzar pel cant menys florit i més èmfasi en la part dramàtica. Una de les primeres d'aquestes òperes fou Il crociato in Egitto.
Per tant, Meyerbeer té molt en comú amb Rossini, però, en un examen més atent, es fan evidents algunes innovacions importants. Una és la complexitat encara més gran del final del primer acte, especialment l'ús de dues bandes escèniques contrastades, que és un precursor de les tres bandes de L'étoile du nord. Aquesta va ser una direcció oposada a la que finalment van prendre Bellini i Donizetti, que es van concentrar més en les línies líriques dels cantants que en el maneig orquestral i la forma dramàtica a més gran escala; marca l'experiència de la formació alemanya de Meyerbeer i la seva associació amb la primera òpera romàntica alemanya, inclosa l'obra de Carl Maria von Weber. Al "Suono funereo" d'Adriano hi ha el que pot ser un dels primers casos d'aquella soca de pathos líric que havia de ser un factor tan dominant en les obres de bel canto posteriors. Un altre exemple és la gran ària de Palmide a l'acte II: "D'una madre sventurata" en què la desesperació de la jove mare surt a través de la música.

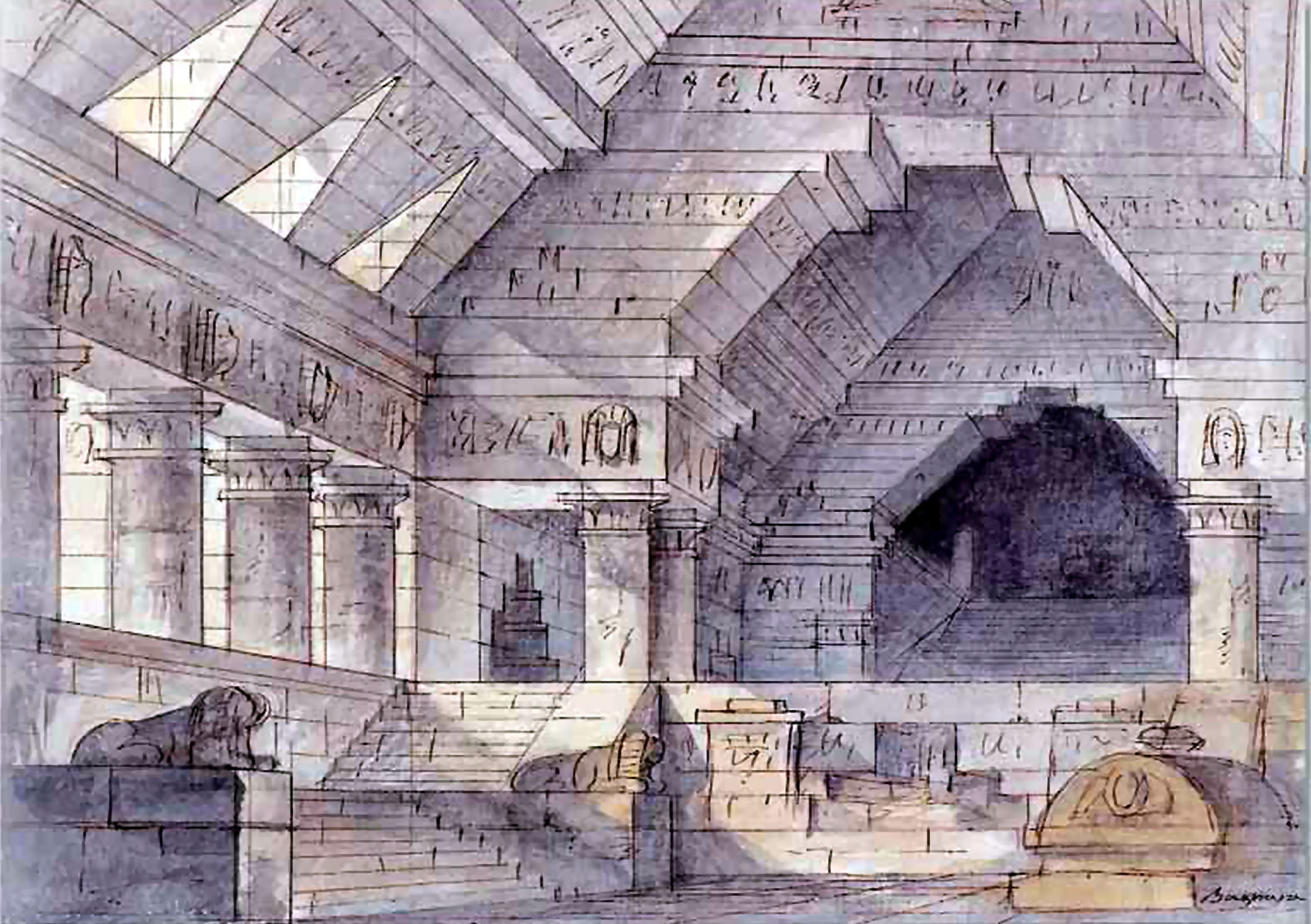
Decorat (1824) de Francesco Bagnara pour Il crociato in Egitto (Acte II, escena 4)

Il crociato in Egitto va impulsar la renovació dels temes de l'òpera al segle xix, fugint del món antic per recuperar l'edat mitjana. En aquest sentit, hi ha altres novetats. El principi de l'òpera abans de res. Encara que ja estava preparat per a això, l'intens i sonor moment inicial amb cor (i pantomimes!) és realment d'enorme efecte, com també ho és el finale primo, conclusió digna de qualsevol grand opéra. El començament sense obertura i l'aparició sense preàmbuls de la protagonista femenina, Palmide, «sense esperar que el públic acabi d'entrar», esdevé un signe estilístic del compositor alemany que els seus contemporanis esmentaven com una «introducció a la Meyerbeer». Efectivament, Il crociato no comença amb la tradicional simfonia de l'òpera italiana (una peça instrumental independent, per tocar amb el teló tancat, que de vegades s'anticipa als temes de la següent entrada vocal). En el seu lloc hi ha una gran pàgina instrumental que acompanya, i explica, els moviments i l'afecte dels esclaus cristians que es mouen en l'escena.
Il crociato in Egitto va impulsar la renovació dels temes de l'òpera al segle xix, fugint del món antic per recuperar l'edat mitjana.
Una altra novetat és el començament sense obertura i l'aparició sense preàmbuls de la protagonista femenina, Palmide, «sense esperar que el públic acabi d'entrar», esdevé un signe estilístic del compositor alemany que els seus contemporanis esmentaven com una «introducció a la Meyerbeer». Efectivament, Il crociato no comença amb la tradicional simfonia de l'òpera italiana (una peça instrumental independent, per tocar amb el teló tancat, que de vegades s'anticipa als temes de la següent entrada vocal). En el seu lloc hi ha una gran pàgina instrumental que acompanya, i explica, els moviments i l'afecte dels esclaus cristians que es mouen en l'escena. També és una novetat el finale primo, conclusió digna de qualsevol grand opéra.
És la primera òpera en què Meyerbeer se centra en un conflicte interreligiós, un tema sempre present en les seves grands-opéras i particularment rellevant a Les Huguenots (1836).
És una obra que presenta un desplegament inusual de les forces orquestrals i corals. Meyerbeer fa servir en aquesta òpera recursos instrumentals notablement superiors als disponibles en una òpera italiana de l'època. A l'orquestra habitual, amb els instruments de vent, de fusta, de metall, corda i percussió, Meyerbeer hi afegeix el flautí, el corn anglès, i el contrafagot. Tots aporten un tercer instrumentista per a cada grup instrumental, en lloc de fer una alternança amb el segon instrument de la parella. També es duplica el nombre de fagots, trompetes i afegeix l'arpa, que exerceix un paper protagonista en algunes parts específiques (com en el trio del primer acte per evocar l'efecte d'un trobador que canta acompanyat del seu instrument, o en l'Himne de la mort per suggerir la idea del martiri i la glòria celestial).

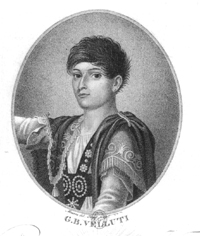
Giovanni Battista Velluti

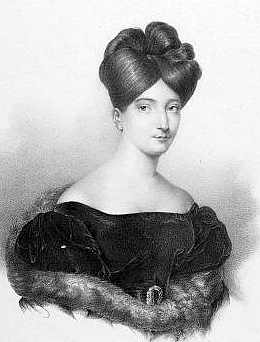
Henriette Méric-Lalande

## Argument
Lloc: Damietta
Època: durant la Sisena Croada, que va començar l'any 1228.
Abans que comenci l'òpera, Armando, desaparegut presumptament mort en la lluita, s'ha convertit en confident del sultà Aladino, sota un nom assumit. S'ha enamorat de la filla d'Aladino, que li ha donat un fill, i secretament l'ha convertit al cristianisme.
Adriano arriba al palau del sultà per negociar una treva. Allà reconeix Armando, com també la Felicia, que s'ha disfressat de cavaller per trobar-la promesa. Armando i els altres presoners cristians són llavors condemnats a presó i mort. L'ambiciós Osmino arma els presoners sota Armando amb la intenció de matar el sultà, però Armando exposa la seva traïció al sultà i, en canvi, mata a Osmino. El sultà cedeix, s'acorda la pau amb els cavallers i Armando i Palmide es reuneixen.

## Enregistraments
- Il crociato in Egitto: Royal Philharmonic Orchestra, dtor. David Parry . 4 CD. Opera Rara ORC 10 (1992). Els solistes inclouen Yvonne Kenny (Palmide), Bruce Ford (Adriano).
- Il crociato in Egitto (Michael Maniaci, Patrizia Ciofi, Marco Vinco, Laura Polverelli, Fernando Portari, Iorio Zennaro, Silvia Pasini, Luca Favaron, Emanuele Pedrini; Orquestra i Cor del Teatro La Fenice; Director: Emmanuel Villaume) DVD d'actuació en directe de Teatro La Fenice, gener de 2007. DVD Dynamic DV 33549